# KV3
KV3 – grobowiec należący do syna Ramzesa III. Grobowiec znajduje się we wschodniej części Doliny Królów.

## Opis
KV3 składa się z dwóch korytarzy, hali (z czterema filarami), trzech komór grobowych i dwóch komór bocznych (pierwsza południowa odchodzi od drugiego korytarza, a druga północna od hali). Naprzeciwko pierwszej komory bocznej znajdowała się pierwsza nisza. Druga nisza znajdowała się naprzeciwko północnej komory bocznej. Grobowiec pełnił też funkcję chrześcijańskiej kaplicy.